# Kniphofia ensifolia
Kniphofia ensifolia är en grästrädsväxtart som beskrevs av John Gilbert Baker. Kniphofia ensifolia ingår i Fackelliljesläktet som ingår i familjen grästrädsväxter.

## Underarter
Arten delas in i följande underarter:
- K. e. autumnalis
- K. e. ensifolia

## Bildgalleri

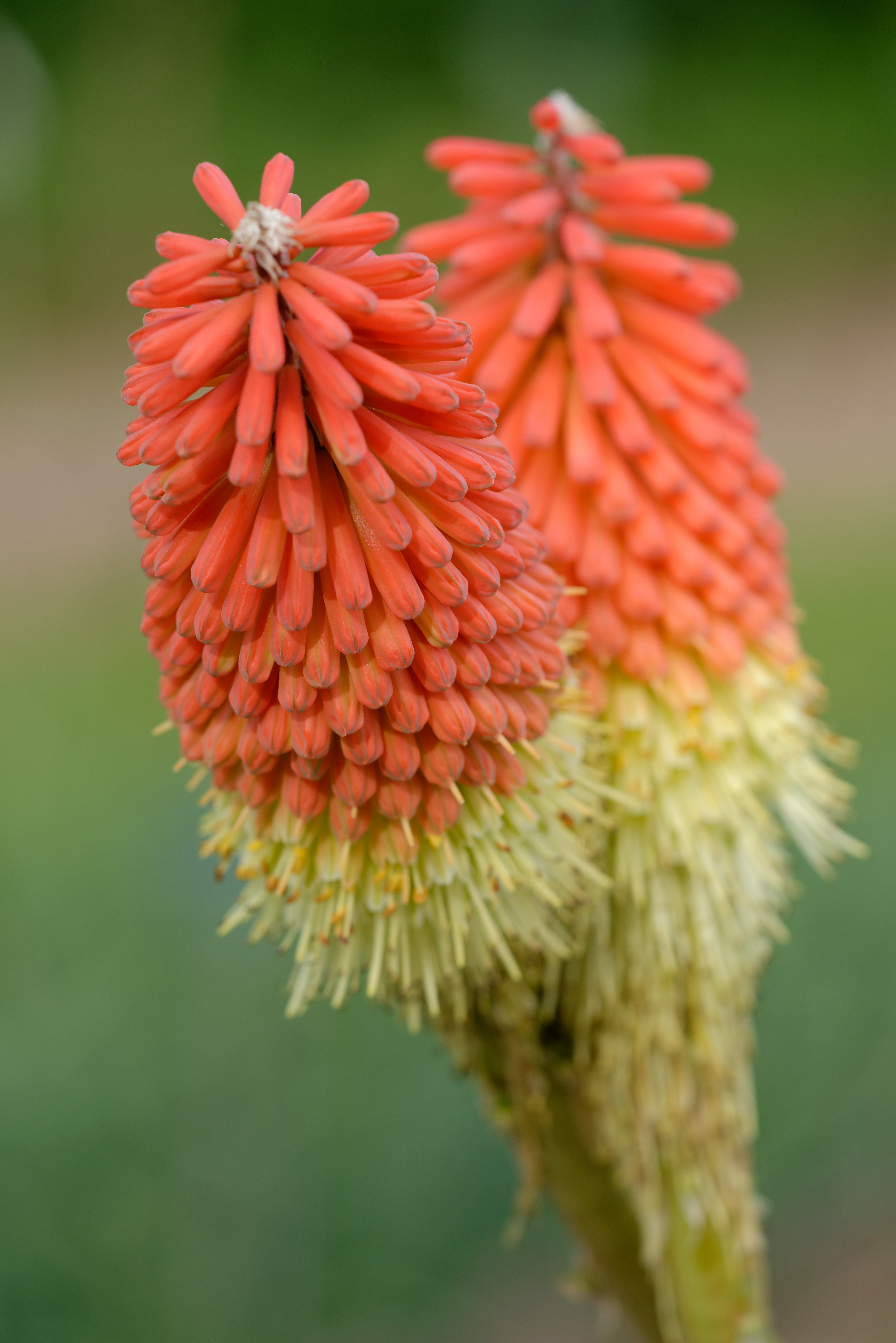
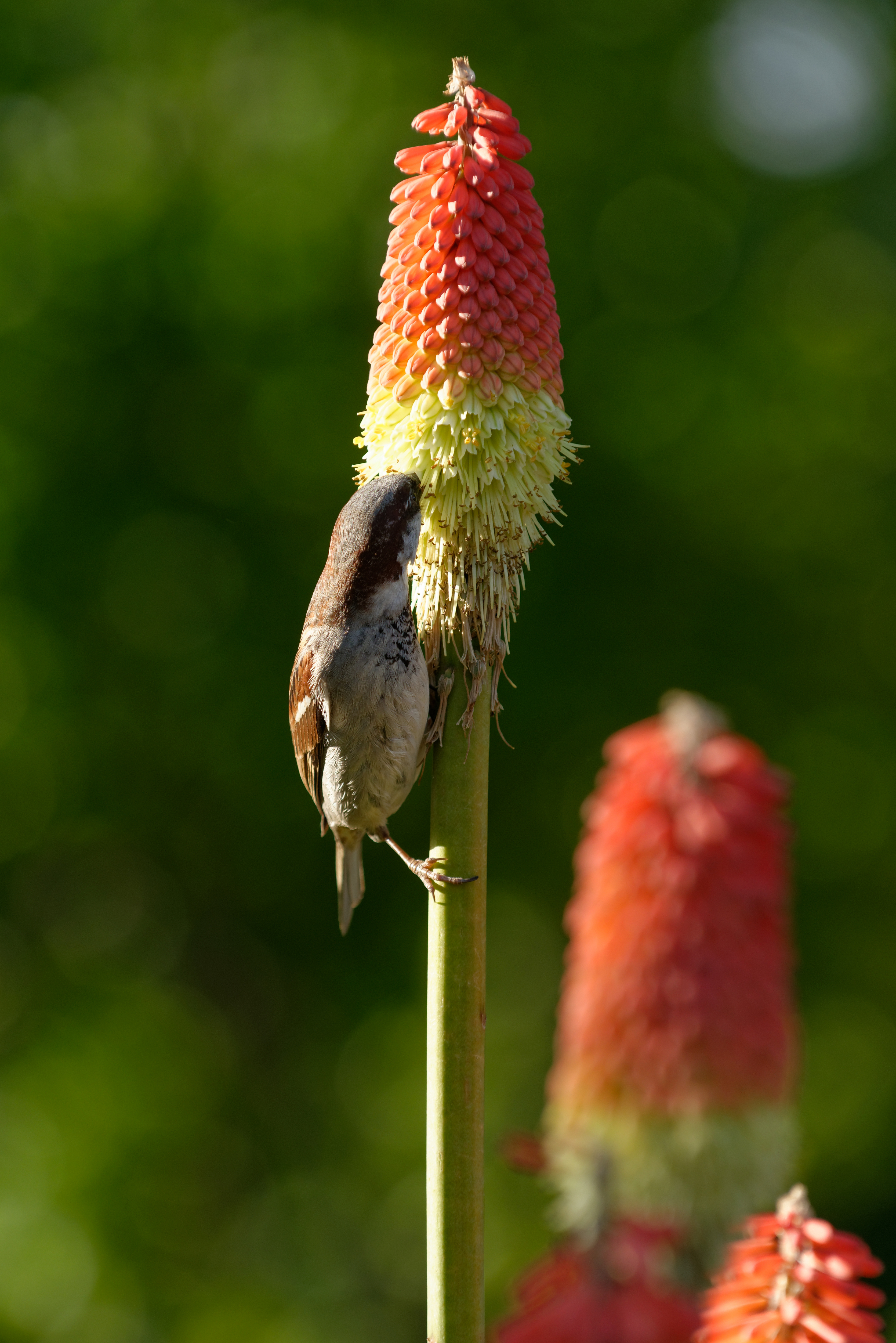